# Западный (Тальменский район)
Западный — упразднённый посёлок в Тальменском районе Алтайского края России. На момент упразднения входил в состав Новоозёрского сельсовета. Исключен из учётных данных в 1981 г.

## География
Располагался в сосновом бору у болота Войлочное, в 15,5 км (по прямой) к юго-западу от села Озёрки.

## История
Решением Алтайского краевого исполнительного комитета от 16.10.1981 года № 373 посёлок исключен из учётных данных.